# Station Barneveld Centrum
Station Barneveld Centrum (tot 31 mei 1981: Barneveld Dorp) is een spoorwegstation aan de spoorlijn Nijkerk - Ede-Wageningen (vroeger het Kippenlijntje) in het centrum van Barneveld. Het station is een kruisingsmogelijkheid op het enkelsporige deel van deze spoorlijn. Ook kunnen treinen uit Amersfoort hier keren.
Het oude stationsgebouw van Barneveld was een NCS-station van het type speciaal ontworpen voor de Kippenlijn. Het was groter dan de stationsgebouwen van Lunteren en Ede Centrum. Bij het station waren ook een locomotievendepot en een groot rangeerterrein aanwezig.
De omgeving is in periode 1974-1978 drastisch veranderd. Het stationsgebouw is in 1978 gesloopt en vervangen door een klein haltegebouw. Op het voormalige rangeerterrein is een veevoederfabriek gebouwd. Het goederenspoor voor deze fabriek sluit bij het station aan op deze spoorlijn.

## Treinen
Het station wordt bediend door de volgende treinseries:
| Serie       | Treinsoort        | Route                                                    | Bijzonderheden                   |
| ----------- | ----------------- | -------------------------------------------------------- | -------------------------------- |
| 31300 RS 34 | Sprinter (Keolis) | Amersfoort Centraal – Barneveld Centrum – Ede-Wageningen | Onderdeel van de formule RRReis. |
| 31400 RS 34 | Sprinter (Keolis) | Amersfoort Centraal – Barneveld Centrum – Barneveld Zuid | Onderdeel van de formule RRReis. |

## Bussen
Bij het station ligt een klein busstation waar de volgende buslijnen stoppen:
| Lijn | Route                                                                                    | Vervoerder | Soort     | Opmerkingen |
| ---- | ---------------------------------------------------------------------------------------- | ---------- | --------- | ----------- |
| 104  | Barneveld, Station Centrum – Garderen – Harderwijk, Station                              | EBS        | Streekbus |             |
| 105  | Barneveld, Evenementenhal – Barneveld, Station Centrum – Arnhem, Centraal Station        | Hermes     | Streekbus |             |
| 114  | Barneveld, Station Centrum – Putten – Harderwijk, Station                                | EBS        | Streekbus |             |
| 509  | Barneveld, Station Centrum – Hoevelaken – Nijkerk, Station                               | EBS        | Buurtbus  |             |
| 511  | Barneveld, Evenementenhal – Barneveld, Station Centrum – Scherpenzeel, Holevoetplein     | Hermes     | Buurtbus  |             |
| 610  | Barneveld, Troelstralaan – Barneveld, Station Centrum – Renswoude, Kerkstraat            | Hermes     | Schoolbus |             |
| 657  | Barneveld, Station Centrum – Kootwijkerbroek – Stroe – Apeldoorn, Jacobus Fruytierschool | EBS        | Schoolbus |             |
| 687  | Barneveld, Station Centrum – Driedorp – Nijkerk, Station                                 | EBS        | Schoolbus |             |

## Afbeeldingen

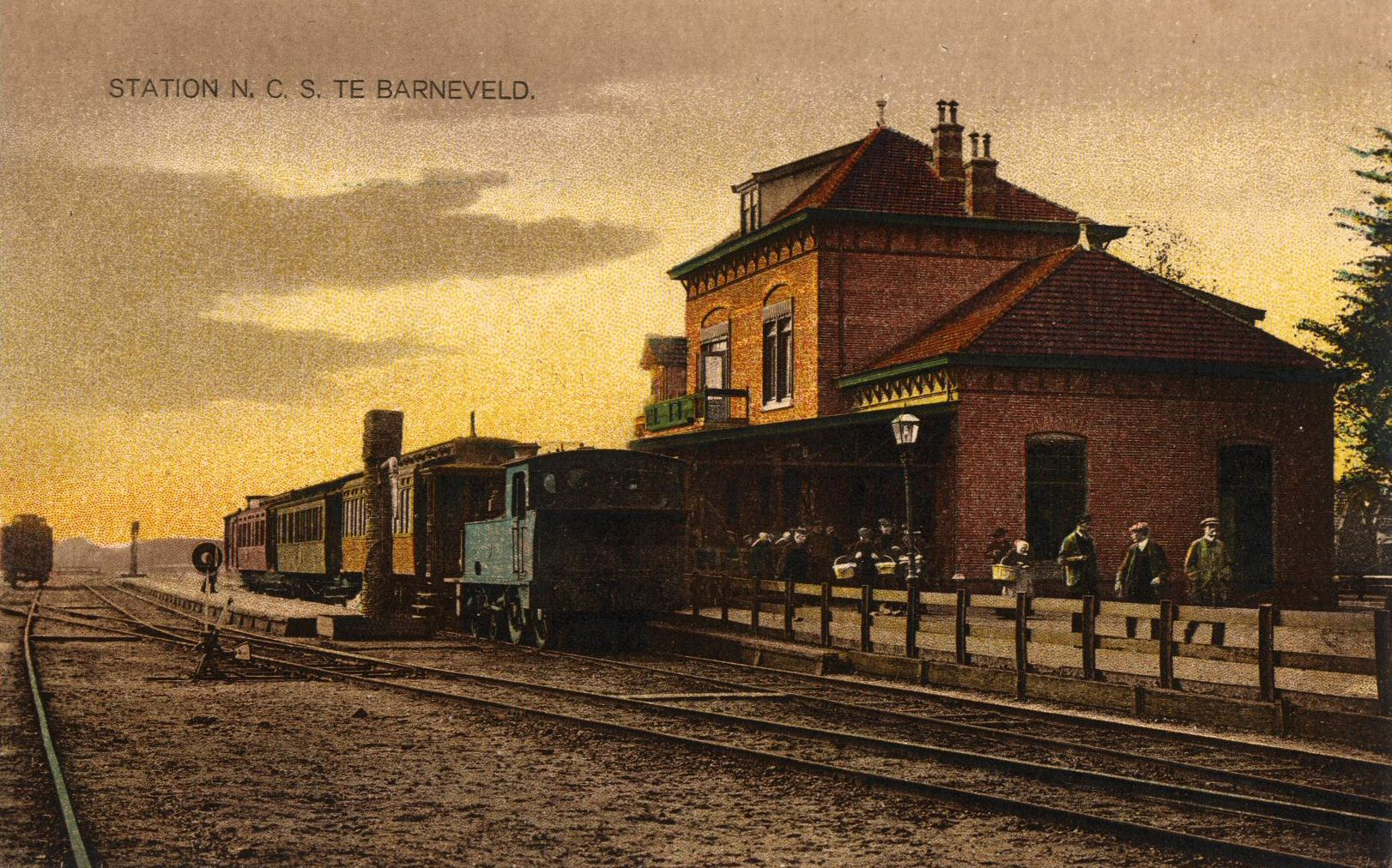
Het station in de periode 1910-1920
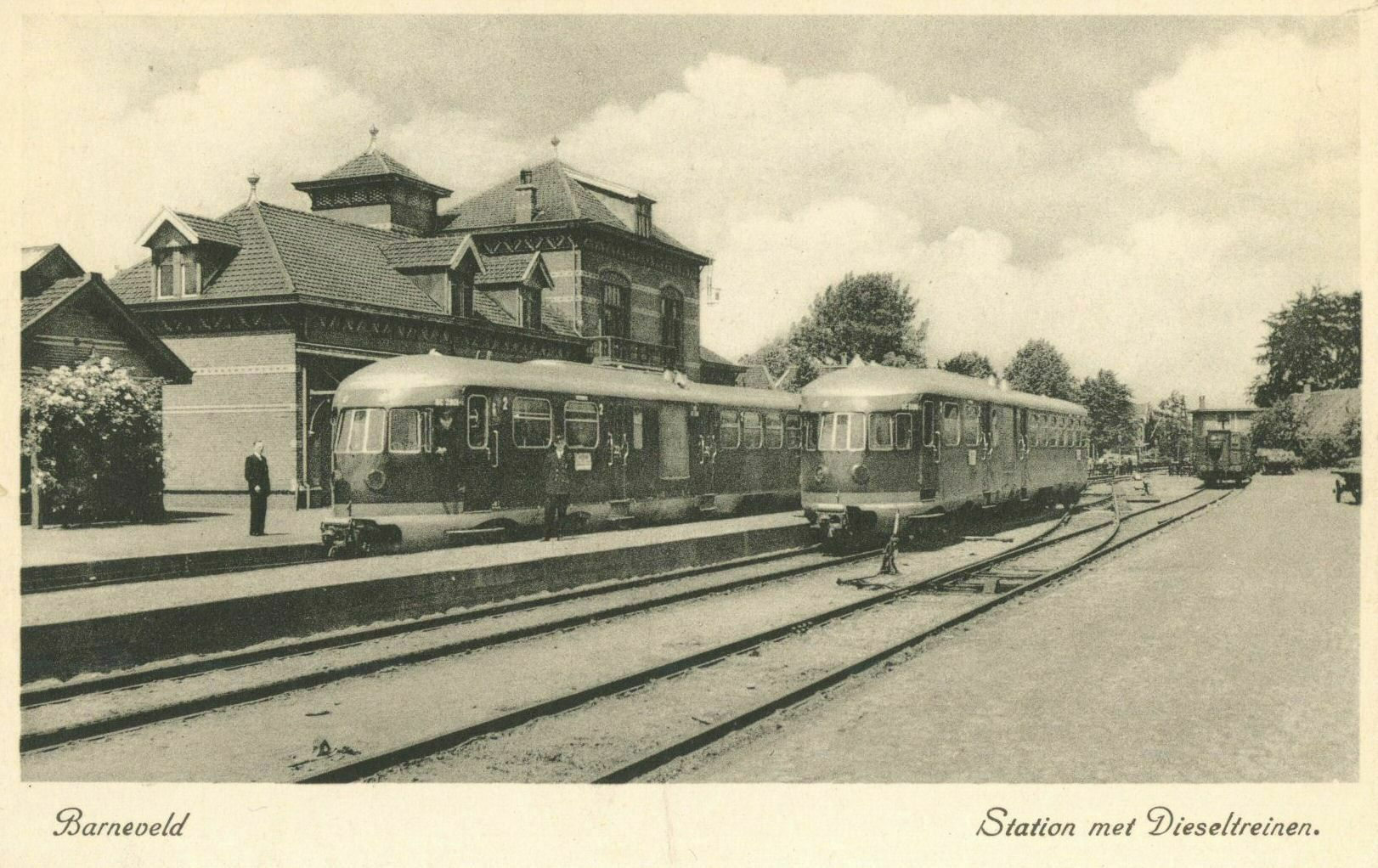
Station in 1937-1940
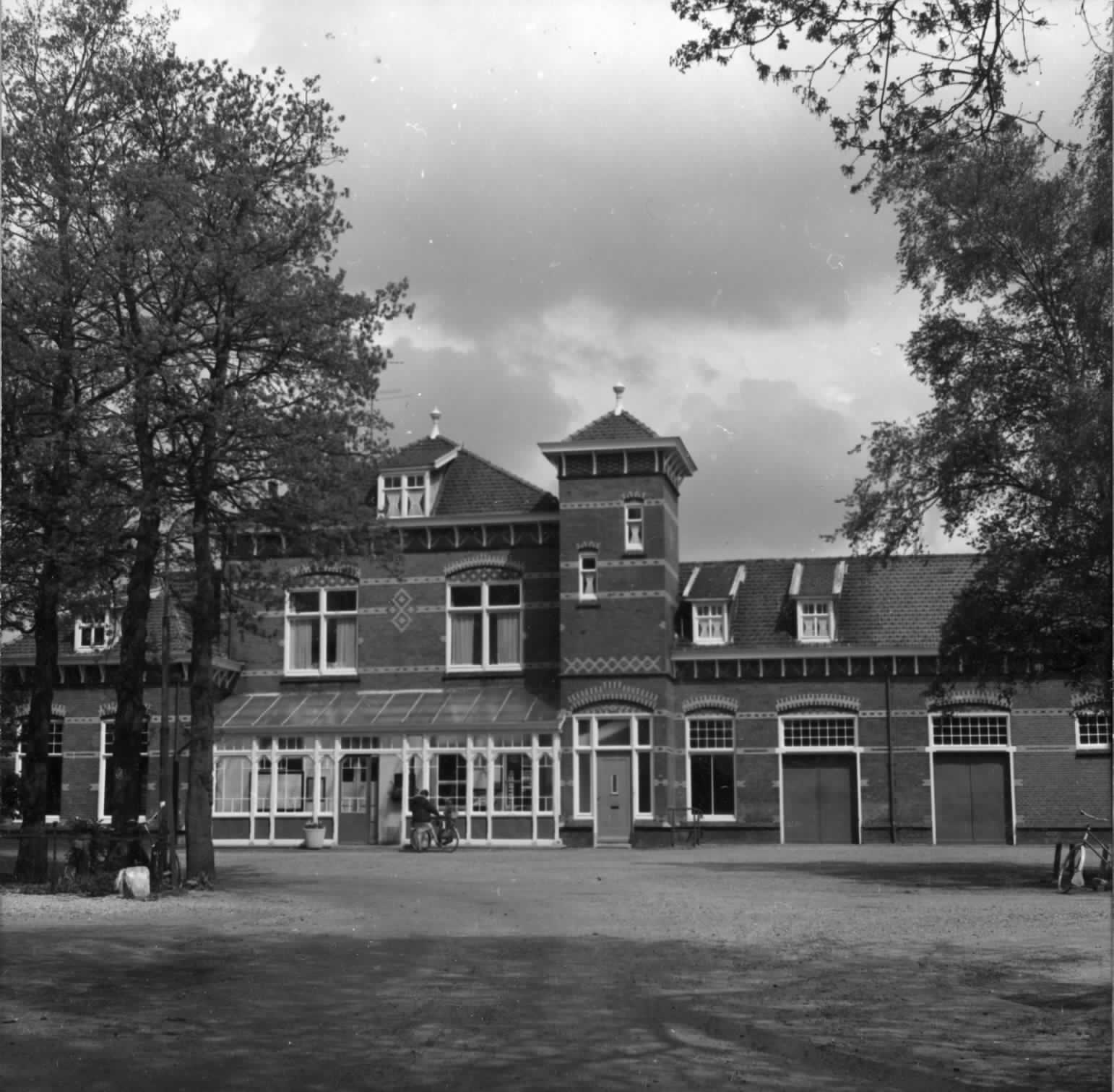
Het station in 1960
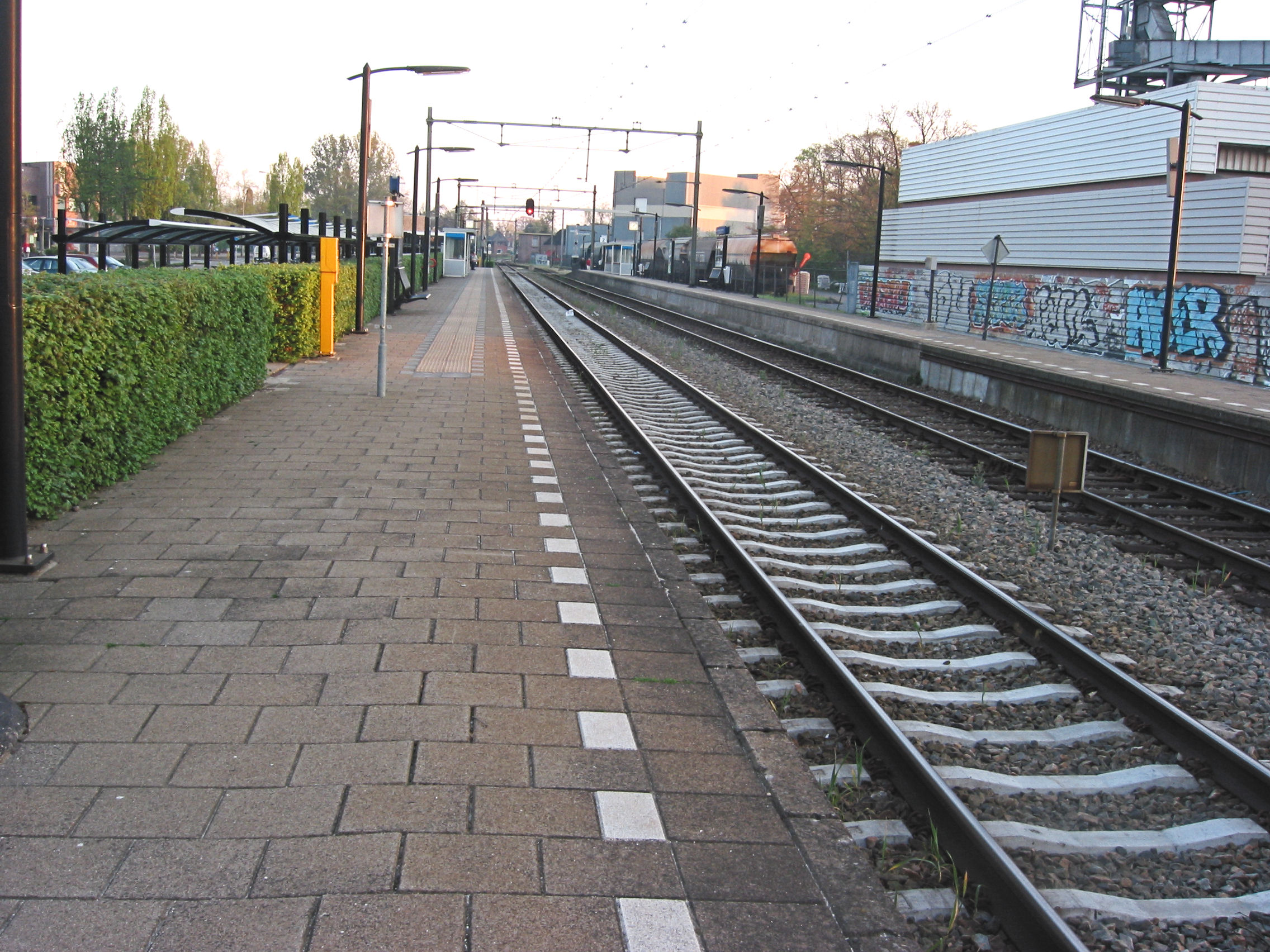
Perrons
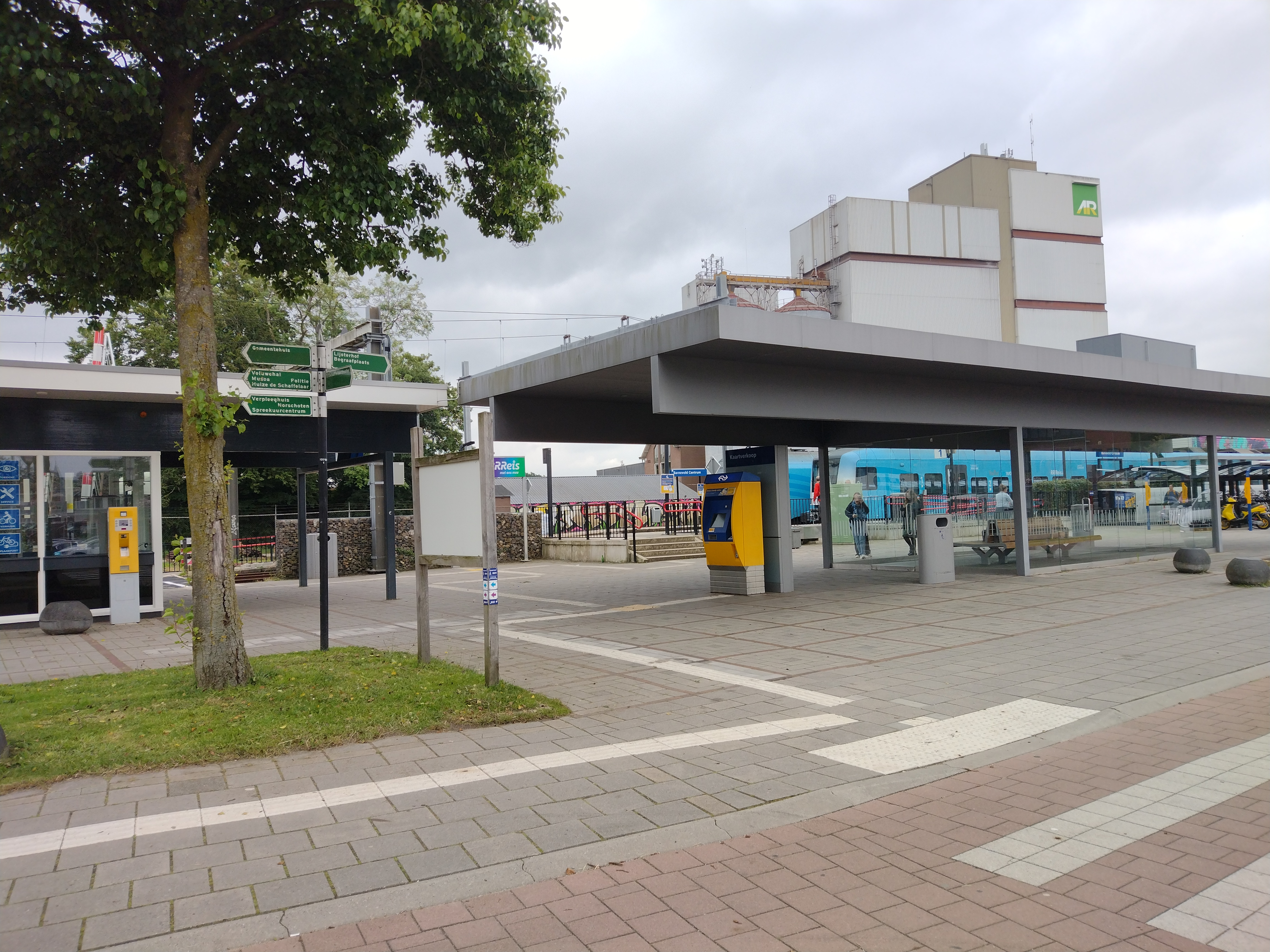
Het station in 2024
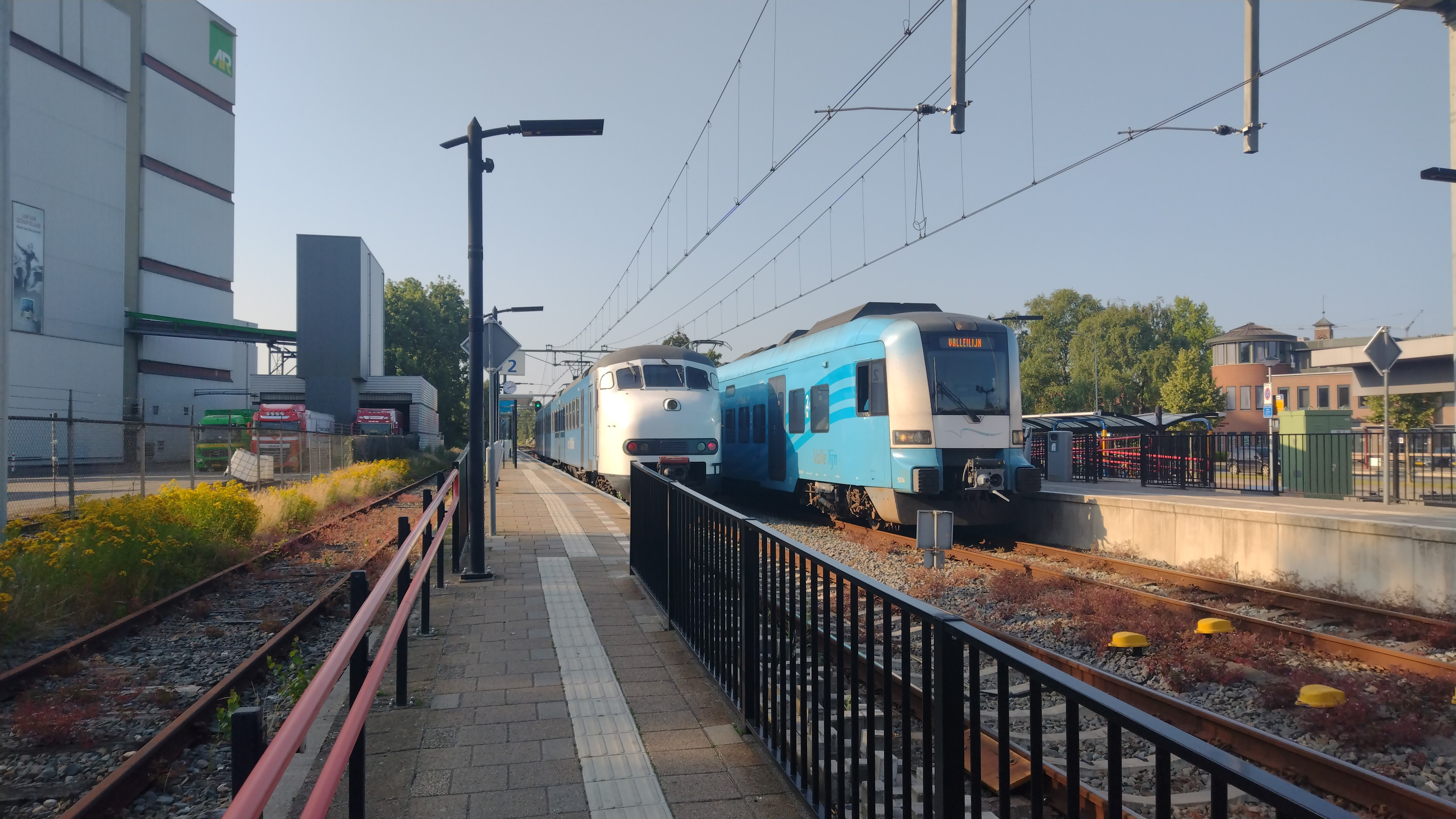
Twee treinen van RRReis op het station
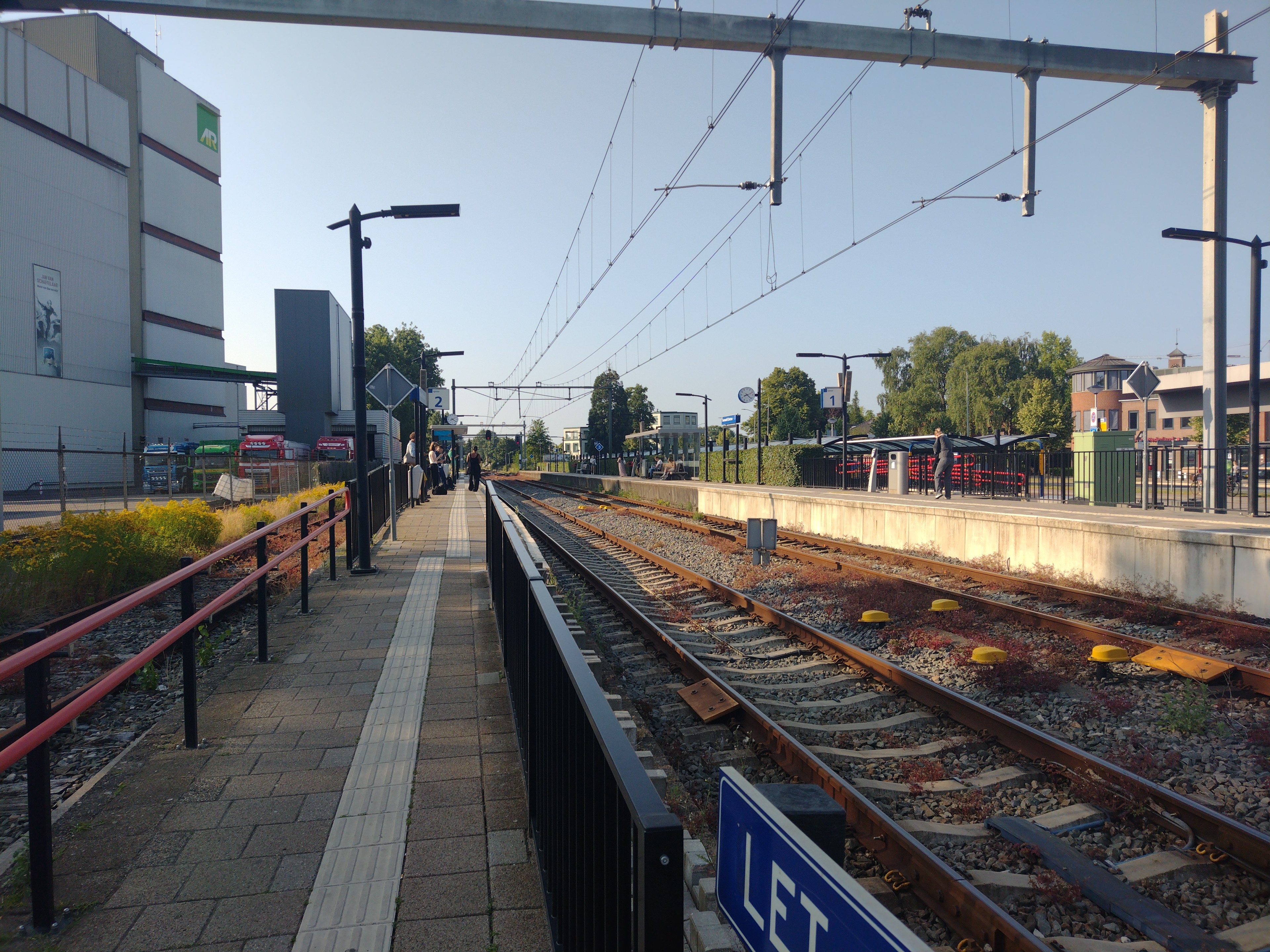
De perrons